# 勢陽五鈴遺響
勢陽五鈴遺響（せいようごれいいきょう）は、江戸時代末期の1833年（天保4年）に完成した伊勢国（現・三重県）に関する地誌。略して五鈴遺響とも称する。

## 概要
伊勢国山田古市（現・三重県伊勢市古市町）の郷土史家である安岡親毅（1758年 - 1828年）が編纂、没後は妻である安岡八千女が引き継ぎ補修し、門人である増井惟休、中西正稻等の校正を経て完成する。寄稿から完成までに約50年を費やした。
江戸時代以前の伊勢国各地の歴史・地理が詳細に記されており、三重県内の郷土資料に数多く引用されている。
明治以降、活字化されたものが何度か出版されている。

## 内容
「首之巻」（総論）から始まり、各郡毎の説明が続く。各巻の副題は以下の通り。
- 首之巻 上・中・下
- 桑名郡 巻之一 から 巻之五 まで
- 員弁郡 巻之一 から 巻之三 まで
- 朝明郡 巻之一 から 巻之三 まで
- 三重郡 巻之一 から 巻之四 まで
- 鈴鹿郡 巻之一 から 巻之八 まで
- 河曲郡 巻之一 から 巻之四 まで
- 奄芸郡 巻之一 から 巻之四 まで
- 安濃郡 巻之一 から 巻之六 まで
- 一志郡 巻之一 から 巻之六 まで
- 飯野郡 全
- 飯高郡 巻之一 から 巻之七 まで
- 多気郡 巻之一 から 巻之五 まで
- 度会郡 巻之一 から 巻之十八 まで